# سولا (مزن)
سولا (انگلیسی: Sula) یک رودخانه در استان آرخانگلسک کشور روسیه است.